# Comesoma sipho
Comesoma sipho är en rundmaskart som beskrevs av Gerlach 1956. Comesoma sipho ingår i släktet Comesoma och familjen Comesomatidae. Inga underarter finns listade i Catalogue of Life.